# Telipteridàcies
Les telipteridàcies (Thelypteridaceae) són una família de falgueres de l'ordre Polypodiales, amb unes 900 espècies.

## Característiques
Són falgueres terrestres i, com a excepció, creixen a les roques. La majoria de les espècies són tropicals però també n'hi de clima temperat.

## Història natural
Tenen un rizoma reptant, les frondes són simples i pinnades a pinnades pinnatífides. Poden no tenir dimorfisme foliar (fulles fèrtils i infèrtils similars) o un lleuger dimorfisme.

## Classificació
Inicialment totes les falgueres de la família Thelypteridaceae es van incloure en el gènere Dryopteris de la família Dryopteridaceae, a causa de la seva forma de sorus. No obstant això, hi ha un gran nombre de diferències entre els grups, i aquestes plantes estan actualment segregades en la seva pròpia família.